# 漢倫點海灘
漢倫點海灘（英語：Hanlan's Point Beach）是位於加拿大安大略省多倫多附近的多倫多群島漢倫點（Hanlan's Point）的一個海灘，位於安大略湖畔。

## 歷史
漢倫點海灘是十九世紀末和二十世紀初的熱門避暑勝地。這裡有一個從1880年代到1920年代末很受歡迎的遊樂園、由愛德華·漢蘭 (Edward Hanlan)於1880年建造的漢蘭酒店 (Hanlan's Hotel)以及建造於1897年的漢蘭角體育場 (Hanlan's Point Stadium)。漢蘭酒店於1909年被燒毀，至今沒有被重建。該遊樂園於1925年開業後無法與森尼賽德遊樂園競爭，並於1920年代末關閉。漢蘭角體育場其主要租戶多倫多楓葉棒球隊於1926年遷往楓葉體育場。因此漢蘭角體育場於1937年關閉。
從20世紀50年代開始，漢倫點海灘成為多倫多同性戀社區的熱門聚會地點。多倫多市首屆同性戀驕傲慶祝活動於1971年在漢倫點海灘舉行。